# 20 ans d'écart
20 ans d'écart (Nederlands: 20 jaar verschil) is een Franse romantische komedie uit 2013 onder regie van David Moreau, met in de hoofdrollen Virginie Efira en Pierre Niney.

## Verhaal
De 38-jarige Alice Lantins werkt voor het modeblad "Rebelle". Ze is mooi, intelligent en een harde werker en heeft dus alle troeven om de volgende hoofdredacteur van het modeblad te worden. Alleen haar stijve en strakke imago werkt in haar nadeel.
Wanneer ze terugkeert uit Brazilië verliest ze haar memory stick in het vliegtuig. De knappe, nonchalante architectuurstudent Balthazar Apfel laat haar weten dat hij het gevonden heeft en ze spreken af om het kleinood terug te geven. Ze worden gezien door twee collega's van Alice die een foto op sociale media plaatsen waarop het lijkt alsof Alice en Balthasar kussen.
Vincent Kahn, de baas van Alice, vindt dit geweldig en daarop besluit Alice om een relatie met veel jongere Balthasar te veinzen om haar kansen op promotie te vergroten.

## Rolverdeling
| Acteur                   | Personage         |
| ------------------------ | ----------------- |
| Virginie Efira           | Alice Lantins     |
| Pierre Niney             | Balthazar Apfel   |
| Charles Berling          | Luc Apfel         |
| Gilles Cohen             | Vincent Khan      |
| Amélie Glenn             | Lise Duchêne      |
| Camille Japy             | Elisabeth Lantins |
| Michaël Abiteboul        | Simon             |
| Louis-Do de Lencquesaing | Julien            |
| François Civil           | student           |
| Blanche Gardin           | fotografe         |